# 酸浩室
酸浩室（英语：Acid house，简称呼酸；有时也称为迷幻浩室，英语：Psychedelic house），是浩室音樂的子類別，是由美國芝加哥的唱片骑师（DJ）在20世纪80年代所發展出來的。其風格主要是有低音声部以及由罗兰TB-303合成器產生的壓制聲。酸浩室接著蔓延到英國和歐洲大陸。20世纪80年代以後，酸浩室逐漸變成主流音樂之一，進而影響了流行和舞曲的風格。
酸浩室讓浩室音樂在全球廣受重視。酸浩室的影響可以在其後的跳舞音樂中被聽到；受到影響的跳舞音樂包括出神、科技舞曲和痴哈（神游舞曲）。

## 特點

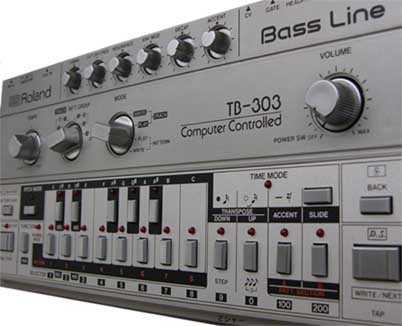
由罗兰TB-303低音合成器發出的壓制聲經常在酸浩室中被聽到

對酸浩室奉行極微抽象主義藝術家（minimalists）的製作，是以美學視角結合了浩室音樂普遍存在的程式化4/4舞池節拍和由電子合成器罗兰TB-303產生的電子化「吧嗒」聲。「吧嗒」聲由創作者頻繁變換電子合成器罗兰TB-303的頻率，加之對回響的把控而生；從而這種聲音在簡單但不普通的低音節奏運行。其它的元素，像合成器性質的串音和單一和弦斷音，通常都是極微、抽象的（minimal）。有些時候，酸浩室歌曲是無歌聲的曲子，像Phuture的歌曲《Acid Tracks》；或者是包含完整的歌唱，像Pierre's Pfantasy Club的歌曲《Dream Girl》。也有其他的作品大體上是被「偶然出現」（drop-in）的段落補充的無歌聲曲子，像Phuture的歌曲《Slam》。其中，「drop-in」是一種奇怪的口語詞彙。
英國酸浩室及銳舞愛好者使用「黃色笑臉」標誌簡單作為此類音樂和場景的象徵。一個「未知身份、平凡的笑容」，描繪了「80年代年輕人最簡單、溫和的」一面：無攻擊性的一面；這些不包括高音量DJ派對裡的「高音量」。一些酸浩室愛好者使用帶有一道血痕的笑臉圖案。該圖案——被漫畫（Watchmen）文本創作者阿兰·摩尔聲稱——是基於漫畫家Dave Gibbon在《Watchmen》系列中的作畫表現。《Watchmen》中帶血痕笑臉的用法起源於Tim Simenon化名Bomb the Bass時名為《Beat Dis》的單曲。

## 詞源
關於術語「酸」如何形成、並用於描述浩室音樂這種風格，這裡有些互相矛盾的解釋。
一種解釋與Phuture的歌曲《Acid Tracks》有關。在這首歌給定名字進行商業發行前，它被DJ Ron Hardy在一間夜總會串曲。據傳聞，這間夜總會裡有人使用了迷幻藥（psychedelic drugs）。俱樂部的贊助人們稱這支單曲為「Ron Hardy's Acid Track」或「Ron Hardy's Acid Trax」。這支單曲在1987年以《Acid Tracks》為名在Larry Sherman的品牌Trax Records發行。歌曲名稱的來源爭議在於是Phuture還是Sherman定的：三人組合Phuture中Pierre說是Phuture和Sherman共同決定的，因為這支曲子已經以「Acid Tracks」之名走紅；但是Sherman說是他定的曲名，因為這支曲子讓他想起了酸摇滚，该流派为迷幻搖滾的子流派。不管怎麼說，在音队Phuture的曲子發行之後，術語「酸浩室（acid house）」成為普遍的說法。
一些解釋指出「acid（酸）」是種公眾對迷幻藥的稱呼，藥物包括麦角酸二乙酰胺（LSD），和受俱樂部歡迎的亚甲二氧甲基苯丙胺（MDMA，在英语中该药物有时也称为Ecstasy，直译：狂喜）。根據Rietveld的話，是芝加哥浩室場景對毒品的理智，才承擔起了俱樂部最初的意義，例如Hardy's The Music Box。在她的觀點里，「迷幻藥（acid俚語意）」使人體驗經驗的分裂、意義如脫臼般似有似無地斷裂，這些體驗是由於迷幻藥對思維模式未成體系的效果。LSD或者說「acid」——一種提高神經活動的迷幻藥，恰能帶來這些。上文里《Acid Tracks》的產生表明創作的一種概念，而不是表達它是與提高神經活動毒品的使用有關的曲子。
一些解釋不贊同「acid」的「毒品」含義。有一個學說認為：「acid」是一種對酸浩室中使用樣板的貶義指稱。該學說在出版社和英國眾議會中重復詮釋。該學說解釋術語「酸（acid）」來自俚語短語「acid burning」；牛津詞典「新單詞」部分稱之為「一個描述偷竊的短語」。在1991年，英國自由主義倡導者Paul Staines聲稱他打造了該學說使政府在立法阻止銳舞派對上灰心。

## 歷史

### 起源（20世纪80年代中期）
關於哪個是最早錄制的酸浩室樣板，存在一些爭論。至少有一位歷史學家認為Phuture發行的《Acid Trax》是酸浩室概念最早的樣板。DJ Pierre說這支曲子可能早在1985年就被創作了，而直到1987年才發行。另外有人指出最早的樣板是Sleezy D在1986年發行的《I've Lost Control》，並言之是最先用黑膠唱片發行的。但要探究兩者中哪個最先被創造，我們暫時不得而知。

### 芝加哥運動（20世纪80年代中期-20世纪80年代後期）
早期酸浩室黑膠唱片在芝加哥生產。Nathan Jones（「DJ Pierre」）、Earl Smith Jr.（「Spanky」）、Herbert Jackson（「Herb J」）創立團體Phuture。他們被認為是第一批在浩室音樂中使用合成器罗兰TB-303的人。關於該合成器，更早就有人開始使用：在1982年，Charanjit Singh就運用罗兰TB-303到Disco音樂中；在1983年，Alexander Robotnick亦有如此。Phuture團體12分鐘的曲子《Acid Tracks》藉由磁帶發行；早在發行前已由Music Box俱樂部的駐場DJ Ron Hardy打響這支曲子。第一次演出時，Hardy在當晚上表演了四次，人們一開始不喜歡聽，到了第四次已經積極反響。芝加哥的浩室音樂場景遭受警察對派對和活動的鎮壓。芝加哥的浩室音樂唱片銷量式微，到了1988年，銷量甚低於市場火爆時期的十分之一。然而，浩室音樂，或者單說酸浩室音樂，正在英國掀起流行的風潮。